# Cylicomera
Cylicomera is een vliegengeslacht uit de familie van de roofvliegen (Asilidae).

## Soorten
- C. dissona Lamas, 1973
- C. rubrofasciata Lynch Arribálzaga, 1881